# Калимантанский лори
Калимантанский лори (лат. Nycticebus menagensis) — вид приматов из рода толстых лори, самый мелкий из индонезийских лори. Встречается на островах Малайского архипелага и Филиппин. Долгое время считался подвидом медленного лори, выделен в самостоятельный вид в первом десятилетии XXI века. Уязвимый вид, охраняется законом в Индонезии.

## Классификация
В 1953 году различные виды толстых лори, в разное время идентифицированные в Юго-Восточной Азии (определялось до девяти видов), были сведены в единственный вид — Nycticebus coucang с несколькими подвидами (с 1971 года в их число входил и подвид N. c. menagensis, ареал которого включал острова Борнео, Банка и Тави-Тави). В 1990-е годы из его состава был выделен вид малых лори (N. pygmaeus), а к середине первого десятилетия XXI века число признанных видов толстых лори было путём генетического и морфологического анализа доведено до пяти — бенгальский лори (N. bengalensis), N. coucang, N. pygmaeus, N. javanicus и калимантанский лори (N. menagensis).
В конце 2012 и начале 2013 года в печати появились сообщения группы зоологов о том, что на основе дополнительного анализа морфологических характеристик (в первую очередь лицевых масок и характера волосяного покрова) из вида калимантанский лори выделены три новых вида — Nycticebus bancanus, N. borneanus и N. kayan. Новые виды обитают соответственно на юго-западе острова Калимантан (Борнео) и острове Банка; в индонезийской провинции Западный Калимантан; и в центральной и восточной частях острова (малайзийские штаты Саравак и Сабах и индонезийская провинция Восточный Калимантан). Эта новая классификация может привести к переоценке численности популяции N. menagensis и приданию ему более высокого охранного статуса.

## Внешний вид, ареал и образ жизни
Калимантанский лори — небольшой примат, самый маленький из толстых лори (средний вес тела в 2006 году определялся в 511 г, тогда как у яванского лори — 798 г; в 2008 году указывается диапазон массы тела калимантанских лори между 265 и 300 граммами, а в 2010 году верхняя граница поднимается до 700 граммов). Средняя длина тела — 274 мм. От других видов толстых лори N. menagensis отличается не только генетически, но и внешне: калимантанские лори обладают рыжеватой шкурой (оттенок может варьироваться от бледно-золотистого до рыжего), отсутствием отметин на голове (по другим описаниям, тёмная полоса на макушке сливается с более светлым окружающим мехом) и второго верхнего резца. Уши как правило голые, в отличие от других калимантанских видов, у которых уши покрыты мехом. Лицевая маска светлая, неконтрастная, верхняя кромка тёмных кругов вокруг глаз размытая, светлая полоса между глазными пятнами узкая.
Калимантанский лори по данным, предшествующим 2013 году, встречается на острове Калимантан на территориях, принадлежащих Брунею, Индонезии и Малайзии, а также на индонезийских островах Белитунг и Банка и островах филиппинской провинции Тави-Тави (возможно, также на мелких островах архипелага Сулу). На нескольких островах провинции Тави-Тави водившиеся там раньше калимантанские лори, по-видимому, полностью исчезли. По более поздним данным, ареал калимантанского лори ограничен севером и востоком острова Калимантан (где он пересекается с ареалом N. kayan) и югом Филиппинских островов.
На Калимантане N. menagensis населяет первобытные и вторичные равнинные дождевые леса, также встречаясь в садах и на плантациях на высотах от 35 до 100 м выше уровня моря. На Филиппинах, согласно местным жителям, представителей этого вида чаще всего можно увидеть на цитрусовых деревьях, но они способны адаптироваться к разной среде обитания. Калимантанский лори ведёт ночной образ жизни, проводя её практически целиком на деревьях.

## Экология
В результате разделения одного вида N. coucang на несколько последовала переоценка численности их популяций, положение которых оказалось намного хуже, чем считалось до этого. Международная Красная книга ещё до выделения в 2013 году трёх новых видов толстых лори, ранее считавшихся разновидностями калимантанского лори (что означает завышенные предыдущие оценки общей численности последнего), определяла его как уязвимый вид. Филиппинская популяция калимантанского лори в целом крайне невелика, а на Калимантане в местах его обитания плотность популяции составляет 0,21—0,38 особи на км². Таким образом, по сравнению с другими видами лори этот вид следует признать редким.
Несмотря на высокую адаптивность калимантанского лори и его способность выживать вблизи от человеческого жилья, вырубка дождевых лесов — его основной среды обитания — для высадки пальмовых плантаций представляет угрозу для существования вида. Калимантанских лори также отлавливают для продажи в качестве домашних животных; это само по себе может повлиять на выживание вида, а тот факт, что домашних любимцев порой выпускают обратно в неконтролируемые условия дикой природы, также может привести к тяжёлым для этого и других видов последствиям. Калимантанский лори защищён законом на территории Индонезии; некоторые участки леса в районах обитания вида также находятся под охраной государства.